# Nao Yazawa
Nao Yazawa (japanisch 谷沢 直, Yazawa Nao; * 29. Juli 19xx in der Präfektur Tokio) ist eine japanische Manga-Zeichnerin.

## Biografie
Yazawa wollte bereits als Kind Manga-Zeichnerin werden. Obwohl sie das Zeichnen in ihrer Jugend nur als Hobby betrieb und nie ernsthaft Comiczeichnerin werden wollte, bewarb sie sich nach ihrem Studium der chinesischen Geschichte bei verschiedenen Verlagen. Nachdem sie bei einem Nachwuchswettbewerb den ersten Platz belegt hatte, arbeitete sie ein Jahr lang als Assistentin für andere Zeichner.
Ihr Erstlingswerk als professionelle Zeichnerin war Gengorō mairu!. Die Kurzgeschichte erschien 1989 im sich vorwiegend an Jungen im Grundschulalter (Shōnen) richtenden Manga-Magazin Bessatsu CoroCoro Comic, einem Schwestermagazin des CoroCoro. Es folgten weitere Kurzgeschichten für das Magazin. Der Shōgakukan-Verlag, der Herausgeber des CoroCoro, wollte ein dem CoroCoro ähnliches Magazin für Mädchen etablieren und gründete deshalb das Pyon Pyon-Magazin. Yazawa beschloss, fortan Shōjo-Mangas für eine weibliche Leserschaft zu zeichnen und schuf einige Werke für Pyon Pyon, so beispielsweise den Magical-Girl-Manga Mahō Shōjo Chūkana Paipai! nach der gleichnamigen Fernsehserie.
Der Durchbruch für die Zeichnerin kam allerdings erst, als sie von 1994 bis 1996 die Manga-Serie Wedding Peach nach einer Idee von Sukehiro Tomita im Ciao-Magazin veröffentlichte. Wedding Peach wurde erfolgreich als Anime-Fernsehserie umgesetzt und in mehrere Sprachen übersetzt.
Sie gestaltete das Storyboard für den 1992 erschienen Anime-Film Mirai no Omoide nach Fujiko F. Fujio. Neben ihren Arbeiten auf dem kommerziellen Manga-Markt publiziert Yazawa auch Dōjinshi. Besondere Bekanntheit hat ihr Dōjinshi Shinkū Chitai erlangt, den der deutsche Verlag Egmont Manga & Anime im Magazin Manga Power veröffentlichte.
Die Zeichnerin, die unter anderem Katsuhiro Otomo und Osamu Tezuka bewundert, nimmt ihre Ideen für ihre Geschichten aus ihrem Wissen über die chinesische Geschichte, aber auch aus Büchern, Filmen und eigenen Erlebnissen.
Yazawa lebt in Kawasaki in der Präfektur Kanagawa.

## Werke (Auswahl)
- Gengorō mairu! (ゲンゴロウ参る!), 1989
- Mahō Shōjo Chūkana Paipai! (魔法少女ちゅうかなぱいぱい!)
- Itadaki! Panther (いただき!パンサー)
- Akari CHU Gaeri (あかりCHUがえり)
- Wedding Peach (ウェディングピーチ, Wedingu Pīchi), 1994–1996
- Shinkū Chitai (真空地帯)